# Famille de Féterne
La famille de Féterne est une ancienne famille seigneuriale originaire du Chablais qui apparaît au cours du Xe siècle. La branche principale disparaît au XIIe siècle et une branche cadette, les vidomnes de Féterne, lui succède jusqu'au XIVe siècle.

## Héraldique

D'or au lion rampant de gueules.

Le généalogiste Amédée de Foras mentionne les propositions du marquis de Beauregard De gueules au lion d'or ou de l'évêque Charles-Auguste de Sales (1606-1660) D'or au lion de gueules, mais en soulignant « comme la filiation qu'il en donne se termine en 1150, on se demande comment il a pu en connaître ce blason à une époque où rien n'était fixé à cet égard ».
Le comte de Foras rappelle que le Dictionnaire de Laiolo — tout en indiquant les erreurs de l'ouvrage (« ouvrage auquel on ne saurait accorder une grande valeur ») — donnait d'argent au lion de sable tenant de sa patte dextre un gobelet d'or. La répétition de l'usage d'un Lion « n'est peut être pas fortuite ».

## Histoire
Ferdinand de Faucigny-Lucinge présente une généalogie où les seigneurs de Féterne et ceux de Faucigny seraient liés : « Aymerard, premier seigneur du Faucigny connu jusqu'ici, était le frère de Louis, sire de Féterne. Tous deux étaient fils de Guy de Féterne, qui lui même était fils de Guiffred, premier vicomte de Savoie, fils lui-même de l'empereur Louis l'Aveugle, roi de Provence, qui descendait de saint Engelbert et des rois de Kent ».
Le premier personnage portant le nom de de Féterne est Guy, avoué de l'abbaye d'Abondance. En 1108, il participe à la fondation de l'abbaye en donnant le Val d'Abondance aux chanoines. Ces héritiers conservent la fonction tant qu'ils possèdent la seigneurie de Féterne.
En 1170, 1179 et 1184 est mentionné Guillaume (Willelme) de Féterne comme témoin pour le comte Humbert III dans une affaire concernant l'abbaye d'Abondance, et dans le règlement d'un différend entre Guillaume Ier de Genève et Ardutius de Faucigny, Comte de Genève.
En mars 1203, ce sont Amédée, décrit comme vice-seigneur de Féterne, et son frère Guillaume qui sont cités comme témoins de Thomas Ier de Savoie dans un litige l'opposant à l'abbaye d'Abondance pour la possession du village de Saint-Gingolph à Thonon.
En 1209, Guillaume de Féterne est témoin avec Guillaume d'Évian en Valais. En 1210, le chevalier Amédée de Féterne est témoin à Évian avec Gaucher de Blonay et Aymon de Saint-Paul. En 1235, une donation faite par le chevalier Guillaume de Féterne est confirmée par Aymon de Savoie, seigneur du Chablais. En 1287, Rodolphe et Girard de Féterne sont aux côtés de nombreux autres seigneurs chablaisiens à Genève pour le siège du château de l'Ile.
De 1313 à 1316, Raymond de Féterne est châtelain de La Tour-de-Vevey. En 1322, le comte de Savoie confirme une nouvelle fois à l'abbaye d'Abondance ses droits sur Saint-Gingolph devant Amédée, vidomne de Féterne et son frère Guillaume, ainsi que devant Louis de Féterne.
Amédée de Foras indique qu'à partir de 1319 il n'a plus rencontré de personnalités portant ce nom. Il semble que les Compois de Féterne aient « succédé aux anciens seigneurs, au moins en quelque partie ». Ces derniers possèdent en effet en 1347 le vidomnat de Féterne et des biens nobles et achètent en partie la seigneurie de Féterne.

## Personnalités
Plusieurs membres masculins de la famille de Féterne deviendront chanoines : en 1271 et 1272 est mentionné Hugues, chanoine de Genève ; en 1290, Thomas de Féterne est chanoine de l'abbaye de Filly ; en 1299, Guillaume est chanoine du Mont-Joux et curé de Noville.

### Régeste genevois(1866)
Voir bibliographie
1. 1 2 3  Acte du 2 mai 1108 (REG 0/0/1/246).
2. ↑  Acte du 5 décembre 1170 (REG 0/0/1/385).
3. ↑  Acte de 1184 (REG 0/0/1/429).
4. ↑  Acte du 5 décembre 1170 (REG 0/0/1/486).

### Autres sources
1. ↑  Chablais, p. 375.
2. 1 2 3 4  vol.2, pp. 381 (présentation en ligne).
3. ↑  Nicolas Carrier, Matthieu de La Corbière, Entre Genève et Mont-Blanc au XIVe siècle : enquête et contre-enquête dans le Faucigny delphinal de 1339, Librairie Droz, 2005, 401 p. (ISBN 978-2-8844-2019-8, lire en ligne), p. 8.
4. ↑  Ferdinand de Faucigny-Lucinge, Origines Savoisiennes. La Maison de Faucigny, Genève, 1914, p. 9.
5. ↑  Andenmatten 2005, p. 367.
6. ↑  vol.2, pp. 140 (présentation en ligne).